# Douglas (Arizona)
Douglas è una città della contea di Cochise, in Arizona, negli Stati Uniti, situata nella parte nord-ovest a sud-est della San Bernardino Valley, nella quale scorre il Rio San Bernardino. Douglas ha un valico di frontiera con il Messico ad Agua Prieta e una storia di estrazione mineraria. La popolazione era di 17.378 abitanti al censimento del 2010.

## Geografia fisica
Secondo lo United States Census Bureau, ha un'area totale di 9,99 mi² (25,87 km²).

## Società

### Evoluzione demografica
Secondo il censimento del 2010, la popolazione era di 17.378 abitanti.

### Etnie e minoranze straniere
Secondo il censimento del 2010, la composizione etnica della città era formata dal 68,2% di bianchi, il 2,8% di afroamericani, l'1,7% di nativi americani, lo 0,5% di asiatici, lo 0,1% di oceanici, il 24,2% di altre razze, e il 2,6% di due o più etnie. Ispanici o latinos di qualunque razza erano l'82,6% della popolazione.